# Кристиан Цимерман
Крѝстиан Цѝмерман (на полски: Krystian Zimerman) е полски класически пианист и диригент.

## Биография
Цимерман е роден в Забже и учи в консерваторията в Катовице при Анджей Яснински. Неговата кариера започва, когато през 1975 г. печели варшавския Международен конкурс за пианисти „Фредерик Шопен“. През 1976 г. прави изпълнение с Берлинската филхармония под диригентството на Херберт фон Караян, а дебютира в САЩ с Нюйоркската филхармония през 1979 г. Има множество турнета и голям брой записи. От 1996 г. преподава пиано в Музикалната академия в Базел, Швейцария.
Цимерман е известен с интерпретации на музика от епохата на Романтизма, но като цяло е изпълнявал широк спектър от класически произведения. Той също е поддръжник на съвременната класическа музика, например, Витолд Лютославски написва своя концерт за пиано специално за Цимерман, който по-късно го записва.

## За него
Именитият полски пианист Артур Рубинщайн нарича Цимерман „родѐн интерпретатор на Брамс“.

## Награди
- 1975 Международен конкурс за пианисти, Варшава (Първа награда)
- Награда Сонинг (1994; Дания)